# Leque de triângulos

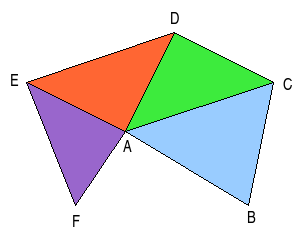
Conjunto de triângulos conectados descritos pelos vértices A a F.

Um leque de triângulos ("triangle fan" em inglês) é um primitivo em computação gráfica 3D que economiza armazenamento e tempo de processamento. Ele descreve um conjunto de triângulos conectados que compartilham um vértice central  (ao contrário da faixa de triângulos, que conecta o próximo vértice aos dois vértices anteriores para formar um triângulo). Se N é o número de triângulos no leque, o número de vértices descrevendo-o é N+2. Esta é uma melhoria considerável sobre os 3N vértices que seriam necessários para descrever todos os triângulos separadamente. Dutos de renderização podem se aproveitar disso para apenas realizar os cálculos de transformação, visualização e iluminação uma vez por vértice.
Qualquer polígono convexo pode ser triangulado como um único leque, arbitrariamente selecionando um ponto qualquer dentro dele como centro.